# Аль-Махалляль, Фахад
Фаха́д а́ль-Мехалле́ль (араб. فهد المهلل‎, англ. Fahad al-Mehallel, 11 ноября 1970, Саудовская Аравия) — саудовский футболист, нападающий. Выступал за сборную Саудовской Аравии, участник чемпионатов мира 1994 и 1998 года.

## Карьера

### Клубная
Профессиональную карьеру начал в 1990 году в клубе «Аль-Шабаб» из Эр-Рияда, за который играл до 1999 года, выиграв за это время вместе с клубом 3 раза чемпионат Саудовской Аравии, 3 раза Кубок наследного принца, 2 раза Арабскую лигу чемпионов, 1 раз Арабский суперкубок и 2 раза Клубный кубок чемпионов Персидского залива. В 1999 году перешёл в другой клуб из Эр-Рияда «Аль-Наср», в составе которого играл вплоть до завершения карьеры игрока в 2002 году и в котором, вместе с командой, получил в 2000 году приз Fair Play на Клубном чемпионате мира.

### В сборной
В составе главной национальной сборной Саудовской Аравии выступал с 1991 по 1999 год. Участник чемпионата мира 1994 года и чемпионата мира 1998 года. В 1996 году стал вместе с командой победителем Кубка Азии.

## Достижения

### Командные
Обладатель Кубка Азии: (1)
- 1996

Финалист Кубка Азии: (1)
- 1992

Обладатель Кубка арабских наций: (1)
- 1998

Финалист Кубка арабских наций: (1)
- 1992

Обладатель Кубка наций Персидского залива: (1)
- 1994

Финалист Кубка наций Персидского залива: (1)
- 1998

Чемпион Саудовской Аравии: (3)
- 1990/91, 1991/92, 1992/93

Обладатель Кубка наследного принца Саудовской Аравии: (3)
- 1992/93, 1995/96, 1998/99

Обладатель Арабского кубка чемпионов: (2)
- 1992, 1999

Обладатель Арабского суперкубка: (1)
- 1995

Обладатель Клубного кубка чемпионов Персидского залива: (2)
- 1993, 1994

Финалист Арабского кубка обладателей кубков: (3)
- 1994/95, 1997/98, 2000/01

### Награды
Приз Fair Play на Клубном чемпионате мира: (1)
- 2000